# Aeroporto di Madrid-Cuatro Vientos
L'Aeroporto di Madrid-Cuatro Vientos (IATA: MCV, ICAO: LECU), è il più vecchio aeroporto spagnolo, e uno dei tre aeroporti di Madrid; attualmente è gestito da Aeropuertos Españoles y Navegación Aérea (Aena).
L'aeroporto è attualmente utilizzato dall'aviazione generale.
Presso questo aerodromo si sono tenute la veglia e la celebrazione eucaristica conclusiva della XXVI Giornata mondiale della gioventù svoltasi a Madrid dal 16 al 21 agosto del 2011.